# Тупрак-Калах
Тупрак-Калах (перс. توپراق قلعه) — село в Ірані, входить до складу дехестану Баш-Калах у Центральному бахші шахрестану Урмія провінції Західний Азербайджан.